# 69-я улица (линия Флашинг, Ай-ар-ти)
|   |     |     |     |   |
| · | · л | · э | · л | · |

|   |     |     |     |   |
| · | · л | · э | · л | · |

«69-я улица» (англ. 69th Street) — станция Нью-Йоркского метрополитена, расположенная на линии Флашинг, Ай-ар-ти. Станция находится в Вудсайде, Куинс, на пересечении 69-й улицы и Рузвельт-авеню. На станции останавливается маршрут 7 (круглосуточно). Станцию проходит без остановки маршрут <7> (в часы пик в пиковом направлении).
Станция имеет эстакадное расположение, и открыта 21 апреля 1917 года в составе третьей очереди линии Флашинг, Ай-ар-ти. Она расположена на трёхпутном её участке и состоит из двух боковых платформ, обслуживающих только внешние локальные пути.
Центральная часть каждой из платформ оборудована навесом, который поддерживается зелёными колоннами и высоким бежевым сплошным забором. В навес вмонтирована система освещения, а на колоннах и на стене расположены стандартные таблички с названием станции: белая надпись на чёрном фоне. На концах платформ имеются чёрные фонарные столбы, а сами платформы огорожены невысоким чёрным забором. С восточного конца станции идёт закрытая лестница в служебное помещение под путями.
Ранее было более распространено оригинальное название станции: 69-я улица — Фиск-авеню (англ. 69th Street — Fisk Avenue). Сейчас оно по-прежнему присутствует на станционных указателях, однако в официальных схемах метро вторая часть названия опущена.
Под платформами станции в центральной её части располагается типовой эстакадный мезонин — аналог турникетного зала для подземных станций: специальное эстакадное помещение, в котором располагаются кассы и турникетный павильон. Из мезонина к каждой платформе идут две лестницы, расположение турникетов даёт возможность пассажиру при необходимости совершить переход между платформами противоположных направлений. В город из мезонина ведут две лестницы: к противоположным углам (юго-западному и к северо-восточному) перекрёстка 69-й улицы с Рузвельт-авеню.
К востоку от станции пролегает скоростное шоссе Бруклин-Куинс Экспрессуэй (англ. Brooklyn-Queens Expressway). К западу от станции располагались съезды, разобранные за нерентабельностью в 2008 году.
До 1949 года эта часть линии Флашинг (Ай-ар-ти) использовалась двумя компаниями — Ай-ар-ти (англ. IRT) и Би-эм-ти (англ. BMT), вместе со станциями линии Астория (Би-эм-ти). Некоторое время платформы станции даже были разделены на две части, каждая из которых обслуживала поезда только одной компании. Подобный режим работы был характерен для всех станций «двойного использования».